# Équipe cycliste Cult Energy
L'équipe cycliste Cult Energy est une ancienne équipe cycliste danoise participant aux circuits continentaux de cyclisme et en particulier l'UCI Europe Tour. Elle obtient une licence d'équipe continentale professionnelle valable à partir de sa saison 2015.

## Histoire de l'équipe

Le logo de l'équipe en 2010.

L'équipe a présenté un dossier pour obtenir une licence d'équipe continentale professionnelle en 2015. Dans un premier temps, sa candidature est refusée par l'UCI, qui finit par lui accorder la licence d'équipe professionnelle après l'examen d'un nouveau dossier d’enregistrement.
L'équipe fusionne avec la formation allemande Stölting pour devenir Stölting Service Group et cesse d'exister malgré la présence d'une majorité de coureurs de l'équipe Cult Energy.

## Principales victoires

### Classiques
- Destination Thy : Magnus Cort Nielsen (2014)
- Velothon Wales : Martin Mortensen (2015)

### Course par étapes
- Flèche du Sud : Lasse Bøchman (2010 et 2011) et Michael Valgren (2013)
- Istrian Spring Trophy : Magnus Cort Nielsen (2014)
- Ronde de l'Oise : Magnus Cort Nielsen (2014)
- Tour de Luxembourg : Linus Gerdemann (2015)

### Championnats nationaux
- Championnats du Danemark sur route : 2
  - Course en ligne : 2012 (Sebastian Lander)
  - Course en ligne espoirs : 2010 (Ricky Enø Jørgensen)
- Championnats de Suède sur route : 1
  - Contre-la-montre : 2015 (Gustav Larsson)

## Classements UCI
Jusqu'en 1998, les équipes cyclistes sont classées par l'UCI dans une division unique. En 1999 le classement UCI par équipes est divisé entre GSI, GSII et GSIII. L'équipe est classée parmi les Groupes Sportifs III (GSIII), la troisième division des équipes cyclistes professionnelles. Les classements donnés ci-dessous sont ceux de la formation en fin de saison.
| Saison | Classement par équipes | Meilleur coureur au classement individuel |
| ------ | ---------------------- | ----------------------------------------- |
| 2000   | 14e (GSIII)            | Michael Skelde (479e)                     |
| 2001   | 25e (GSIII)            | Stig Dam (1457e)                          |
| 2002   | 31e (GSIII)            | Jacob Nielsen (903e)                      |
| 2003   | 28e (GSIII)            | Goran Jensen (838e)                       |
| 2004   | 40e (GSIII)            | Søren Petersen (813e)                     |

L'équipe participe aux circuits continentaux et principalement à des épreuves de l'UCI Europe Tour. Les tableaux ci-dessous présentent les classements de l'équipe sur les différents circuits, ainsi que son meilleur coureur au classement individuel.
UCI America Tour
| Saison | Classement par équipes | Meilleur coureur au classement individuel |
| ------ | ---------------------- | ----------------------------------------- |
| 2009   | 38e                    | Christopher Juul Jensen (296e)            |
| 2010   | 29e                    | Christopher Juul Jensen (185e)            |
| 2011   | 21e                    | Christopher Juul Jensen (47e)             |
| 2012   | 33e                    | Patrick Clausen (176e)                    |

UCI Asia Tour
| Saison | Classement par équipes | Meilleur coureur au classement individuel |
| ------ | ---------------------- | ----------------------------------------- |
| 2005   | 31e                    | Jacob Nielsen (91e)                       |
| 2006   | 25e                    | Michael Berling (106e)                    |
| 2007   | 45e                    | Jacob Nielsen (245e)                      |
| 2008   | 29e                    | Kim Nielsen (102e)                        |
| 2008   | 44e                    | Jacob Nielsen (155e)                      |
| 2010   | 58e                    | Troels Vinther (241e)                     |
| 2011   | 44e                    | Daniel Foder (111e)                       |

UCI Europe Tour
| Saison | Classement par équipes | Meilleur coureur au classement individuel |
| ------ | ---------------------- | ----------------------------------------- |
| 2005   | 86e                    | Lasse Bøchman (556e)                      |
| 2006   | 81e                    | Roy Hegreberg (476e)                      |
| 2007   | 83e                    | Lasse Bøchman (401e)                      |
| 2008   | 91e                    | Michael Berling (593e)                    |
| 2009   | 83e                    | Michael Berling (383e)                    |
| 2010   | 39e                    | Lasse Bøchman (157e)                      |
| 2011   | 38e                    | Troels Vinther (91e)                      |
| 2012   | 31e                    | André Steensen (58e)                      |
| 2013   | 25e                    | Michael Valgren (66e)                     |
| 2014   | 13e                    | Magnus Cort Nielsen (4e)                  |
| 2015   | 15e                    | Rasmus Guldhammer (22e)                   |

## Effectif en 2015

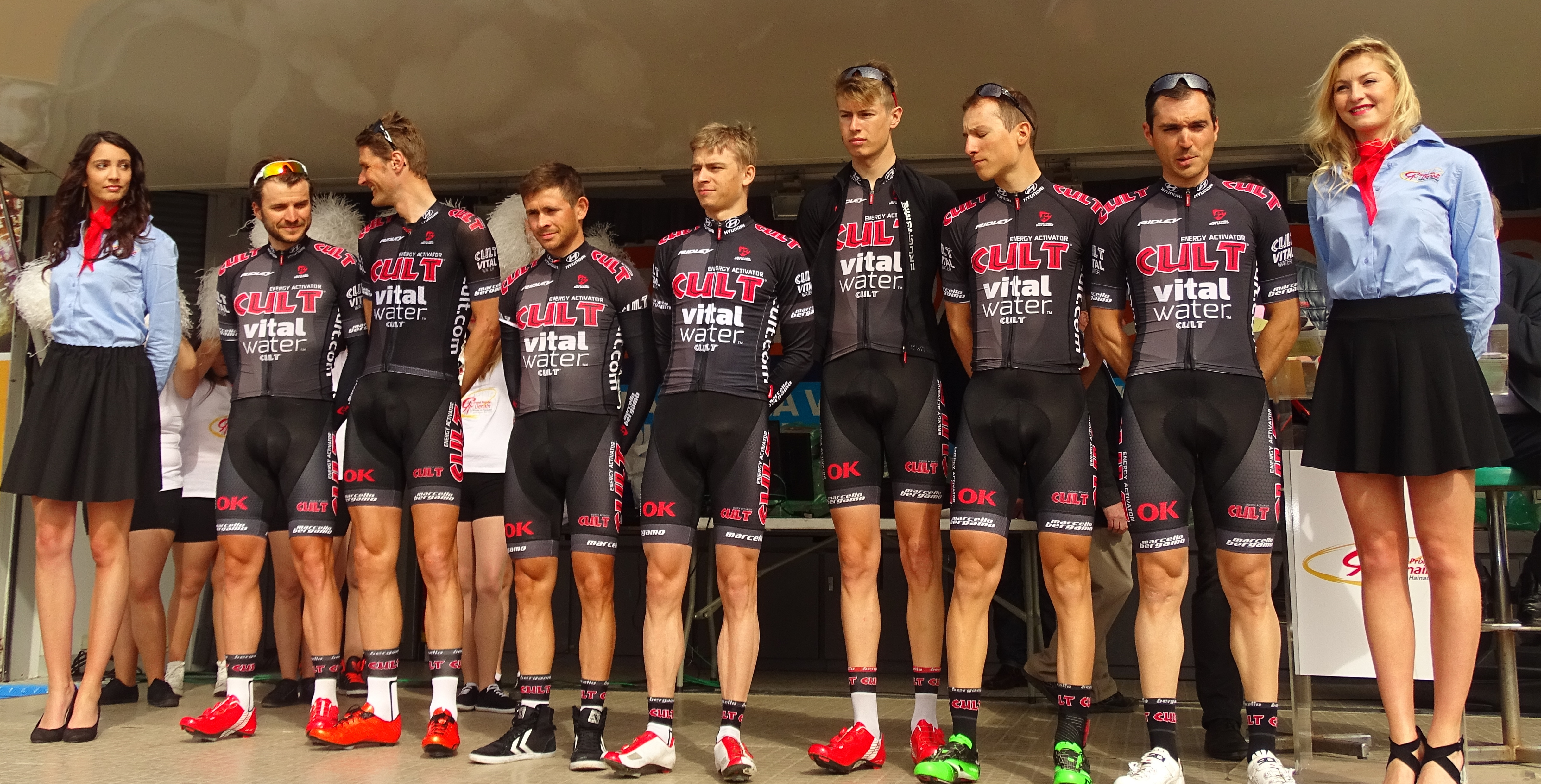
L'équipe en 2015

| Cycliste                  | Date de naissance | Nationalité | Équipe 2014             |  |
| ------------------------- | ----------------- | ----------- | ----------------------- |  |
| Michael Carbel Svendgaard | 7 février 1995    | Danemark    | Cult Energy Vital Water |  |
| Russell Downing           | 23 août 1978      | Royaume-Uni | NFTO                    |  |
| Linus Gerdemann           | 16 septembre 1982 | Allemagne   | MTN-Qhubeka             |  |
| Rasmus Guldhammer         | 9 mars 1989       | Danemark    | Trefor-Blue Water       |  |
| Karel Hník                | 8 août 1991       | Tchéquie    | Etixx                   |  |
| Alex Kirsch               | 12 juin 1992      | Luxembourg  | Leopard Development     |  |
| Gustav Larsson            | 20 septembre 1980 | Suède       | IAM                     |  |
| Romain Lemarchand         | 26 juillet 1987   | France      | Cofidis                 |  |
| Christian Mager           | 8 avril 1992      | Allemagne   | Stölting                |  |
| Martin Mortensen          | 5 novembre 1984   | Danemark    | Cult Energy Vital Water |  |
| Mads Pedersen             | 18 décembre 1995  | Danemark    | Cult Energy Vital Water |  |
| Michael Reihs             | 25 avril 1979     | Danemark    | Cult Energy Vital Water |  |
| Rasmus Christian Quaade   | 7 janvier 1990    | Danemark    | Trefor-Blue Water       |  |
| Troels Vinther            | 24 février 1987   | Danemark    | Cult Energy Vital Water |  |
| Fabian Wegmann            | 20 juin 1980      | Allemagne   | Garmin-Sharp            |  |
| Joël Zangerlé             | 11 octobre 1988   | Luxembourg  | Leopard Development     |  |

## Saisons précédentes
- Saison 2014
- Saison 2015